# うぐいす池公園
うぐいす池公園（うぐいすいけこうえん）は、兵庫県川辺郡猪名川町の阪急日生ニュータウンにある地区公園である。面積は6.1ha。
公園内にはため池が4つ存在している、南側には遊具やテニスコート1面が設置してある。

## 概要
1987年（昭和62年）から3年かけ国の補助金を受けて整備した地区公園で 1989年（平成元年）5月1日にオープンした。4か所の池と自然林を活かして散策路が整備されている。公園には健康遊具を設置、テニスコートやゲートボール場も整備されている。

## 施設
- ゲートボール場
- テニスコート
- 駐車場

## 所在地
兵庫県川辺郡猪名川町松尾台2丁目

## 交通手段
- 能勢電鉄日生線日生中央駅

## 周辺
- 猪名川町立松尾台小学校
- 猪名川町立松尾台幼稚園
- 松尾台集会所

## その他
- 南側にカトリック日生中央教会が隣接して存在している。